# Grenze zwischen Slowenien und Ungarn

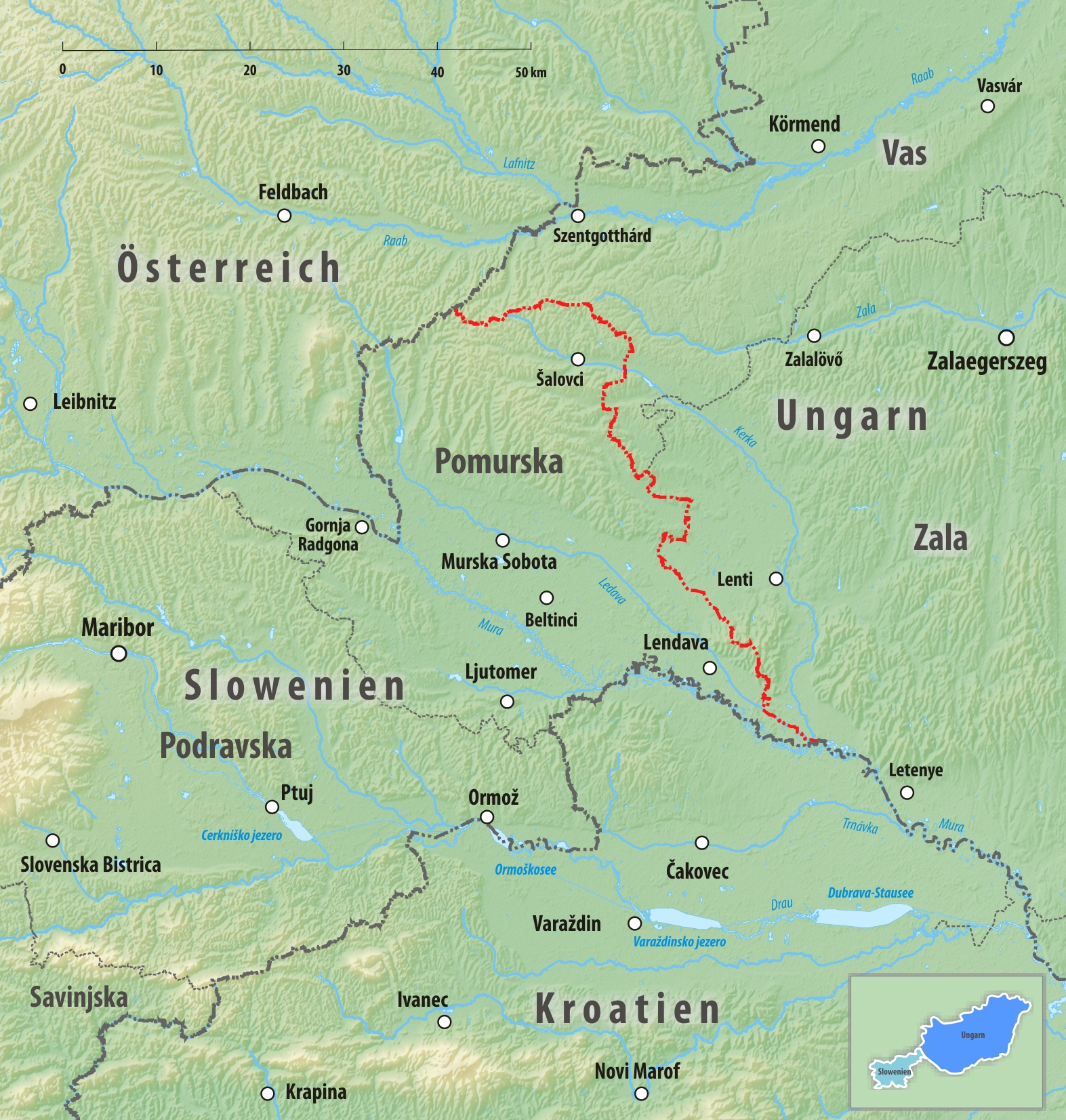
Grenzverlauf zwischen Slowenien und Ungarn

Die Grenze zwischen Slowenien und Ungarn trennt das Staatsgebiet von Slowenien von dem von Ungarn. Ihre Länge wird mit 102 km angegeben. Die Grenze schließt das bis 1920 ungarische Gebiet des Prekmurje in Slowenien ein, das anders als das restliche Slowenien bis dahin zur transleithanischen Reichshälfte gehört hatte.

## Grenzverlauf
Die gemeinsame Staatsgrenze beginnt an der Dreiländerecke (387 m) östlich von Minihof-Liebau (slowenisch Suhi Mlin, ungarisch Liba) im österreichischen Burgenland und setzt die burgenländisch-slowenische Grenze nach Osten fort. Sie lässt dabei das überwiegend slowenischsprachige Felsőszölnök (deutsch Oberzemming, slowenisch Gornji Senik) auf ungarischer Seite und das Hügelland des Goričko auf der slowenischen. Bei Hodoš (ungarisch: Őrihodos, deutsch: Hodosch) quert sie die Bahnstrecke von Murska Sobota, dem historischen Hauptort von Prekmurje, des slowenischen Übermurgebiets, nach Zalaegerszeg. Dort überquert die Grenze auch das Flüsschen Velika Krka, das sich auf ungarischer Seite als Kerka fortsetzt. Die Grenze setzt sich weiter in generell südlicher Richtung fort und überschreitet östlich des slowenischen Domanjsevici (ungarisch: Domonkosfa) die Mala Krka. Sie setzt sich weiter nach Südosten fort und folgt dem niedrigen Höhenzug zwischen dem Tal des Kobiljiski potok auf slowenischer Seite und dem Szentgyörgyvölgyi patak auf der ungarischen. Östlich des slowenischen Kobilje (ungarisch Kebeleszentmárton, deutsch: Kebell) überschreitet sie den Kobiljiski potok (im weiteren Verlauf in Ungarn Kebele-patak), lässt Bödeháza und Gáborjánháza auf ungarischer Seite sowie Genterovci auf der slowenischen und führt nördlich an dem slowenischen Lendava (ungarisch: Lendva) vorbei. Östlich von Pince quert sie die Europastraße 653, die in Slowenien von der Avtocesta A5 und in Ungarn vom Autópálya M70 gebildet wird und geringfügig weiter östlich die Grenze überschreitet. Wenig südlich erreicht die Grenze das Flüsschen Ledava (ungarisch Lendva, deutsch Limbach), dem sie bis zur Mündung in die Mur folgt. Jedoch ist der genaue Grenzverlauf in diesem östlichsten Abschnitt umstritten (siehe Grenze zwischen Kroatien und Ungarn).

## Gemeinden an der Staatsgrenze (von Nord nach Süd)

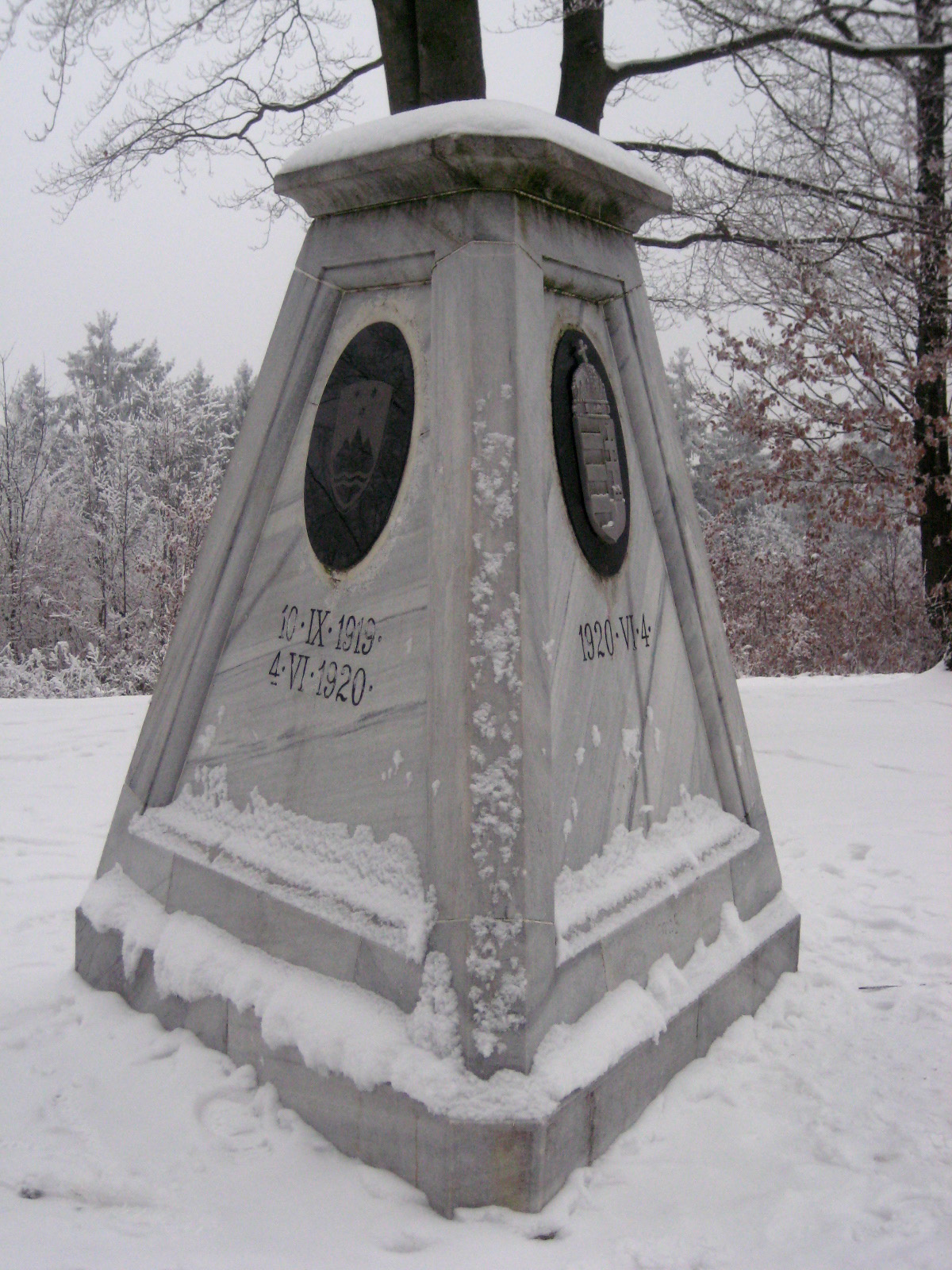
Dreiländerecke Österreich – Ungarn – Slowenien (387 m)

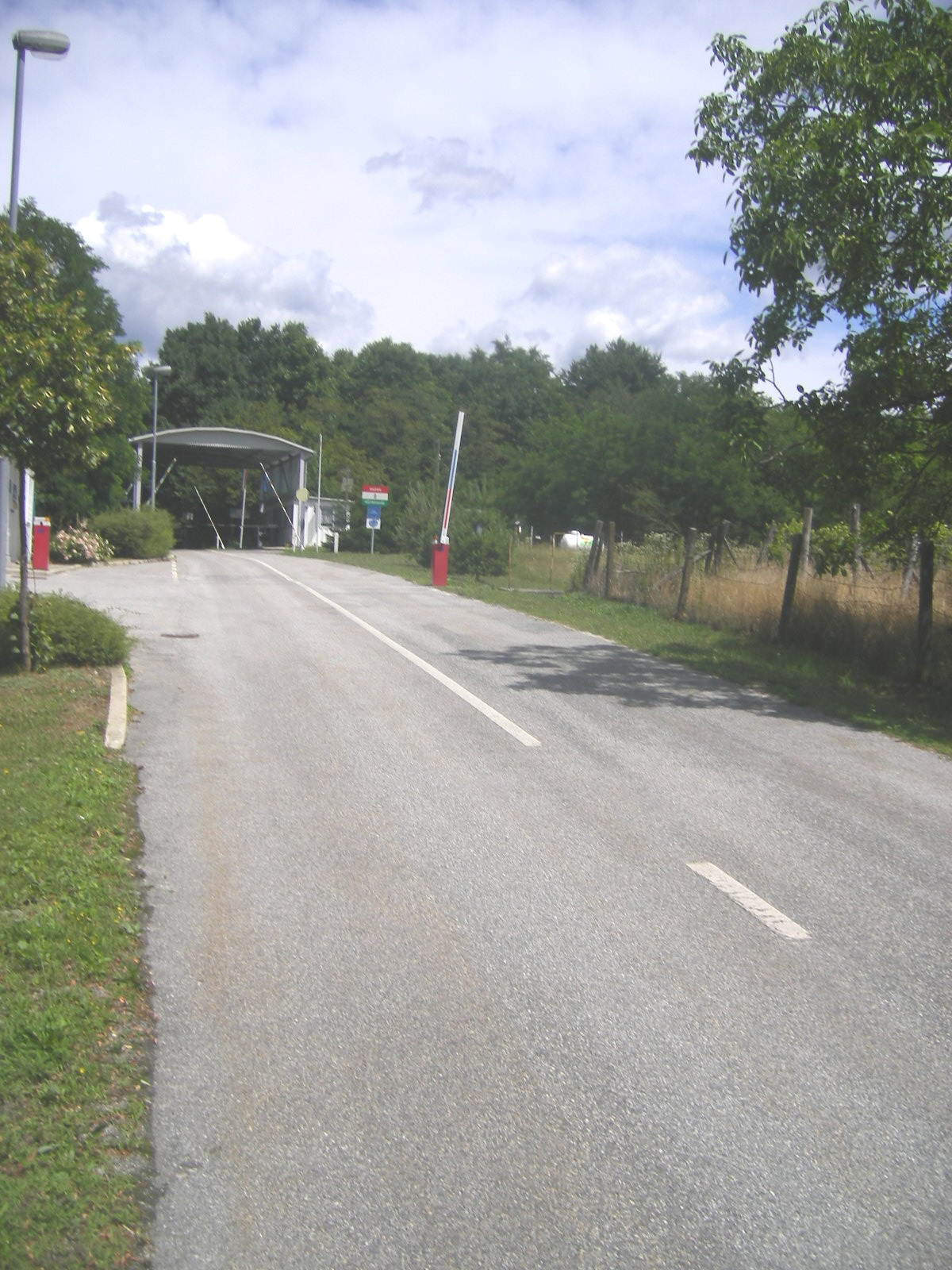
Grenze bei Prosenjakovci (Aufnahme 2007)

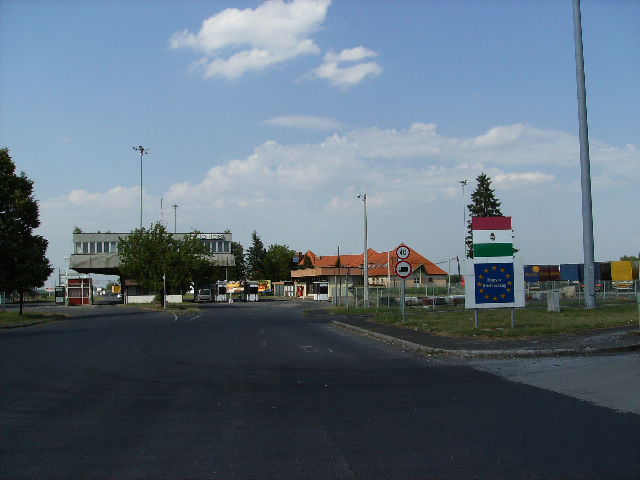
Grenze bei Rédics
(Aufnahme 2007)

| SLOWENIEN           | SLOWENIEN        | SLOWENIEN        |                                       | UNGARN   | UNGARN                    | UNGARN |
| Statistische Region | Gemeinde         | Grenz- übertritt | Grenz- übertritt                      | Gemeinde | Komitat Verwaltungsbezirk |        |
| ------------------- | ---------------- | ---------------- | ------------------------------------- | -------- | ------------------------- | ------ |
| Österreich          |                  |                  |                                       |          |                           |        |
| Pomurska            | Kuzma            |                  | P a n o n i s c h e T i e f e b e n e |          | Felsőszölnök              | Vas    |
| Pomurska            | Gornji Petrovci  |                  | P a n o n i s c h e T i e f e b e n e |          | Felsőszölnök              | Vas    |
| Pomurska            | Šalovci          |                  | P a n o n i s c h e T i e f e b e n e |          | Felsőszölnök              | Vas    |
| Pomurska            | Kétvölgy         |                  | P a n o n i s c h e T i e f e b e n e |          |                           | Vas    |
| Pomurska            | Apátistvánfalva  |                  | P a n o n i s c h e T i e f e b e n e |          |                           | Vas    |
| Pomurska            | Orfalu           |                  | P a n o n i s c h e T i e f e b e n e |          |                           | Vas    |
| Pomurska            | Szalafő          |                  | P a n o n i s c h e T i e f e b e n e |          |                           | Vas    |
| Pomurska            | Hodoš            |                  | P a n o n i s c h e T i e f e b e n e |          |                           | Vas    |
| Pomurska            | Bajánsenye       |                  | P a n o n i s c h e T i e f e b e n e |          |                           | Vas    |
| Pomurska            | Kercaszomor      |                  | P a n o n i s c h e T i e f e b e n e |          |                           | Vas    |
| Pomurska            | Šalovci          |                  | P a n o n i s c h e T i e f e b e n e |          |                           | Vas    |
| Pomurska            | Moravske Toplice |                  | P a n o n i s c h e T i e f e b e n e |          |                           | Vas    |
| Pomurska            | Magyarszombatfa  |                  | P a n o n i s c h e T i e f e b e n e |          |                           | Vas    |
| Pomurska            | Velemér          |                  | P a n o n i s c h e T i e f e b e n e |          |                           | Vas    |
| Pomurska            |                  | Szentgyörgyvölgy | P a n o n i s c h e T i e f e b e n e | Zala     |                           |        |
| Pomurska            | Kobilje          | Szentgyörgyvölgy | P a n o n i s c h e T i e f e b e n e | Zala     |                           |        |
| Pomurska            | Márokföld        |                  | P a n o n i s c h e T i e f e b e n e | Zala     |                           |        |
| Pomurska            | Nemesnép         |                  | P a n o n i s c h e T i e f e b e n e | Zala     |                           |        |
| Pomurska            | Lendvajakabfa    |                  | P a n o n i s c h e T i e f e b e n e | Zala     |                           |        |
| Pomurska            | Bödeháza         |                  | P a n o n i s c h e T i e f e b e n e | Zala     |                           |        |
| Pomurska            | Resznek          |                  | P a n o n i s c h e T i e f e b e n e | Zala     |                           |        |
| Pomurska            | Dobrovnik        |                  | P a n o n i s c h e T i e f e b e n e | Zala     |                           |        |
| Pomurska            | Lendava          |                  | P a n o n i s c h e T i e f e b e n e | Zala     |                           |        |
| Pomurska            | Gáborjánháza     |                  | P a n o n i s c h e T i e f e b e n e | Zala     |                           |        |
| Pomurska            | Szijártóháza     |                  | P a n o n i s c h e T i e f e b e n e | Zala     |                           |        |
| Pomurska            | Rédics           |                  | P a n o n i s c h e T i e f e b e n e | Zala     |                           |        |
| Pomurska            | Lendvadedes      |                  | P a n o n i s c h e T i e f e b e n e | Zala     |                           |        |
| Pomurska            | L e d a v a      |                  | Tornyiszentmiklós                     | Zala     |                           |        |
| Pomurska            | L e d a v a      | Kerkaszentkirály |                                       | Zala     |                           |        |
| Pomurska            | L e d a v a      | Muraszemenye     |                                       | Zala     |                           |        |
| Kroatien            |                  |                  |                                       |          |                           |        |

## Geschichte

Änderungen der ungarischen Grenze im 20. Jahrhundert

Der heutige Grenzverlauf geht auf die Zeit um 1920 zurück, als Ungarn neben dem Königreich Kroatien und Slawonien im Frieden von Trianon verschiedene slawisch besiedelte Gebiete im Süden Kernungarns, darunter die Gespanschaft Međimurje und den Prekmurje, an das Königreich der Serben, Kroaten und Slowenen abtreten musste. Das Gebiet wurde 1941 von Ungarn annektiert. Nach dem Zweiten Weltkrieg wurde die Grenze von 1920 wiederhergestellt und blieb auch bei der Auflösung Jugoslawiens unverändert. Sie ist eine EU-Binnengrenze.
In der Flüchtlingskrise in Europa ab 2015 hat Ungarn ab Juni 2015 Grenzanlagen an seiner Südgrenze errichtet.
Seit dem 9. März 2016 werden an der Grenze keine visumpflichtigen Personen ohne Visum aus Slowenien nach Ungarn eingelassen (ebenso nicht nach Serbien und Kroatien).